# Arnaud Boisset
Arnaud Boisset (ur. 8 maja 1998 w Martigny) – szwajcarski narciarz alpejski.

## Kariera
Po raz pierwszy na arenie międzynarodowej pojawił się 27 listopada 2014 roku w Davos, gdzie w zawodach FIS zajął 115. miejsce w supergigancie. W 2011 roku wystąpił na mistrzostwach świata juniorów w Davos, gdzie był między innymi szósty w kombinacji. Na rozgrywanych rok później mistrzostwach świata juniorów w Val di Fassa najlepszy wynik osiągnął w supergigancie, w którym był siódmy.
W zawodach Pucharu Świata zadebiutował 15 grudnia 2023 roku w Val Gardena, zajmując 19. miejsce w supergigancie. Tym samym już w debiucie zdobył pierwsze pucharowe punkty. Na podium zawodów tego cyklu po raz pierwszy stanął 22 marca 2024 roku w Saalbach-Hinterglemm, kończąc rywalizację w supergigancie na trzeciej pozycji. W zawodach tych wyprzedzili go jedynie rodacy: Stefan Rogentin i Loïc Meillard. 

## Osiągnięcia

### Mistrzostwa świata juniorów
| Miejsce | Dzień       | Rok  | Miejscowość  | Konkurencja     | Czas biegu | Strata | Zwycięzca       |
| ------- | ----------- | ---- | ------------ | --------------- | ---------- | ------ | --------------- |
| 11.     | 31 stycznia | 2018 | Davos        | Zjazd           | 2:20,18    | +0,78  | Marco Odermatt  |
| DNF     | 2 lutego    | 2018 | Davos        | Supergigant     | 1:07,59    | -      | Marco Odermatt  |
| 6.      | 4 lutego    | 2018 | Davos        | Superkombinacja | 2:01,77    | +1,91  | Marco Odermatt  |
| 19.     | 6 lutego    | 2018 | Davos        | Gigant          | 1:39,47    | +4,16  | Marco Odermatt  |
| 12.     | 7 lutego    | 2018 | Davos        | Slalom          | 1:45,31    | +5,81  | Clément Noël    |
| 12.     | 20 lutego   | 2019 | Val di Fassa | Zjazd           | 1:20,21    | +1,02  | Lars Rösti      |
| 7.      | 21 lutego   | 2019 | Val di Fassa | Supergigant     | 1:09,29    | +1,13  | River Radamus   |
| 15.     | 23 lutego   | 2019 | Val di Fassa | Superkombinacja | 2:04,03    | +2,30  | Tobias Hedström |
| DNS2    | 25 lutego   | 2019 | Val di Fassa | Gigant          | 1:57,96    | -      | River Radamus   |
| DNF2    | 26 lutego   | 2019 | Val di Fassa | Slalom          | 1:46,52    | -      | Alex Vinatzer   |

### Puchar Świata

#### Miejsca w klasyfikacji generalnej
- sezon 2023/2024:

#### Miejsca na podium
1. Saalbach-Hinterglemm – 22 marca 2024 (supergigant) – 3. miejsce